# 徐冔
徐冔（1430年—？），字以質，直隸蘇州府嘉興縣人，軍籍。明朝政治人物。進士出身。

## 生平
順天府鄉試第四十五名。成化五年（1469年）乙丑科會試第一百八十六名，殿試登進士第二甲第二十六名。

## 家族
曾祖徐公行。祖父徐茂宗，贈右僉都御史。父亲徐瑄，曾任右僉都御史。